# Odreno
Odreno (en macédonien Одрено) est un village du nord-est de la Macédoine du Nord, situé dans la municipalité de Rankovtsé. Le village comptait 131 habitants en 2002.

## Démographie
Lors du recensement de 2002, le village comptait :
- Macédoniens : 130
- Autres : 1